# Narcís Martí Filosia
Narcís Martí Filosia (Palafrugell, Gerona, 15 de septiembre de 1945) es un exfutbolista español del FC Barcelona, debutó durante los años 60 y 70.

## Carrera deportiva
Jugó en el primer equipo del FC Barcelona entre 1966 y 1975, periodo en las que coincidió con jugadores como Johan Cruyff, Salvador Sadurní, Hugo Sotil, Carles Rexach o Asensi, junto a los que conquistó la Liga española de fútbol de la temporada 1973-1974. Aunque no era titular fijo, era uno de los jugadores que más a menudo salía en las segundas partes a reforzar el juego ofensivo.
Con Roque Olsen de entrenador, debutó en el primer equipo el 16 de octubre de 1966, en un "derbi" barcelonés ante el RCD Espanyol en el estadio de Sarrià, que vencieron los barcelonistas por 0-2 y donde jugó los 90 minutos. Su último partido lo disputó, también entero, casi nueve años después, el 6 de abril de 1975, con Rinus Michels de entrenador, ante el Real Club Celta en Vigo, en el que vencieron los locales por 1-0. Su mejor temporada fue la 70-71, cuando disputó 29 partidos de Liga a las órdenes de Vic Buckingham. 
Martí Filosia fue uno de esos jugadores, así como Carles Rexach, Francisco José Carrasco y Julio Salinas, que generaban sentimientos encontrados entre los aficionados. Destacaba como rematador de cabeza, despertando pasión entre sus partidarios que resaltaban su gran destreza. Además, generaba críticas entre sus detractores debido a su frialdad, "habilidad" en fallar los goles más evidentes y marcar los más difíciles.

## Palmarés
- 1 Copa de Ferias: 1971-1972.
- 1 Liga española de fútbol: 1973-1974.
- 2 Copa del Rey: 1967-1968 y 1970-1971.
- Subcampeón de la Recopa de Europa: 1968-1969.

- Datos: Q4888181